# Seether: 2002-2013
Seether: 2002-2013 è una compilation del gruppo post-grunge sudafricano Seether. L'album è stato pubblicato in versione due dischi: il primo disco contiene brani presi dai precedenti album del gruppo; il secondo disco contiene due tracce inedite, una cover del brano Seether dei Veruca Salt, alcune demo e B-sides.

## Tracce
Disco 1
1. Fine Again – 4:04
2. Driven Under – 4:33
3. Gasoline – 2:49
4. Broken (featuring Amy Lee) – 4:18
5. Remedy – 3:27
6. Truth – 3:50
7. The Gift – 5:34
8. Fake It – 3:14
9. Rise Above This – 3:24
10. Breakdown – 3:29
11. Careless Whisper – 4:56
12. Country Song – 3:49
13. Tonight – 3:43
14. No Resolution – 3:08
15. Here and Now – 3:56

Disco 2
1. Seether – 3:36
2. Safe to Say I've Had Enough – 3:29
3. Weak – 3:48
4. Out of My Way – 3:53
5. Hang On – 3:11
6. Blister (demo) – 3:37
7. Innocence (demo) – 4:36
8. Let Me Go – 3:21
9. No Shelter – 4:09
10. Burn the Bridges (demo) – 4:18
11. Butterfly with Teeth (demo) – 5:09
12. Melodious (demo) – 4:16